# المتحف الوطني (عدن)
المتحف الوطني للآثار بعدن يقع في مدينة كريتر في اليمن ويطل على البحر المواجه لقلعة صيرة تقريبا في خليج صيرة.

## المبنى

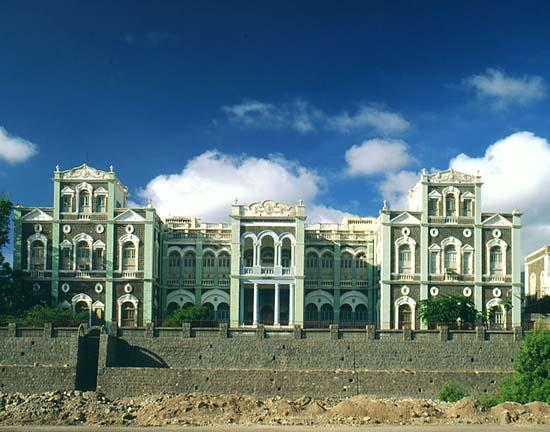
المتحف الوطني بعدن

يسمى المبنى الذي يقع عليه المتحف بقصر 14 أكتوبر حالياً، في السابق كان يطلق عليه قصر الشكر أو قصر البراق حيث بني في عهد السلطان فضل بن علي العبدلي خلال الفترة من 1912 م إلى 1918 م.
يشغل المتحف الطابق الأول من مبنى قصر 14 أكتوبر المكون من ثلاث قاعات رئيسية وممرات جانبية.
وعلى يسار المدخل توجد مجموعة من الآثار الحجرية (تعود إلى العصر الحجري) والعصر البرونزي ، حيث توجد آلات وأدوات حجرية ، ويوجد بالممر الشمالي مجموعة من القطع الحجرية المكتوبة بأنواع مختلفة من الخط اليمني القديم.
- القاعة الشمالية: وبها آثار تعود إلى العهود السبئية القديمة، وهي عبارة عن قطع تشمل تماثيل ومباخر وقرابين ونقوش مكتوبة على ألواح من الحجر مدون على بعضها أسماء لملوك من سبأ.
- القاعة الرئيسية: وهي خاصة بآثار دولتي قتبان وأوسان ، وتشمل على تماثيل للملوك والحلي الأوسانية والزخارف والقرابين .
- القاعة الجنوبية: وتخص الآثار الإسلامية ، وتشمل قطعاً أثرية وصوراً لمعالم تاريخية .
- الممر الشرقي والممر الجنوبي: توجد به قطع وتماثيل ، وتخص فترة ملوك سبأ وذي ريدان.